# فونیکس (فرستنده تلویزیونی)
فونیکس (املای خود: phoenıx) یک ایستگاه تلویزیونی عمومی است که به عنوان یک مرکز مشترک توسط آ.ار. د و زد-دی-اف اداره می‌شود. سمت آ.ار. د توسط وست‌دویچر روندفونک نشان داده می‌شود. برنامه شبکه طاقچه که به عنوان یک شبکه رویدادی، سیاسی و مستند آغاز به کار کرد، شامل برنامه‌های انتقال رویداد، برنامه‌های خبری، مستند، گزارش و برنامه‌های گفتگو می‌باشد.
مدیران برنامه مایکل کولستر از زد-دی-اف و اوا لیندو از آ-آر-دی/دبلیو-دی-آر هستند. این ایستگاه در استودیوی سابق پایتخت دبلیو-دی-آر و زد-دی-اف در بن مستقر است.

## برنامه

### گزارش فعلی
برنامه فونیکس که از دوشنبه تا جمعه در ساعت‌های ۹:۰۰، ۱۰:۰۰، ۱۲:۰۰ و ۱۴:۰۰ پخش می‌شود، در قالب گزارش، گفتگو و مخابره به رویدادهای روز اختصاص دارد. کنفرانس‌های مطبوعاتی و غیره آ. در مورد رویدادهای مهم جاری و انتقال جلسات بوندستاگ یا کنفرانس‌های حزبی، نسخه‌های اضافی برنامه در برنامه گنجانده می‌شود یا نسخه‌ها در طول روز تمدید می‌شوند.
در برنامه فونیکس پلاس (دوشنبه تا جمعه) در ساعت‌های ۹:۳۰، ۱۰:۴۵، ۱۲:۴۵ و ۱۴:۴۵، موضوعات سیاسی یا اجتماعی از آلمان و خارج از کشور با استفاده از گزارش‌ها، مستندات و کارشناسان با جزئیات بیشتر بررسی می‌شود. بحث‌ها.
فونیکس برنامه‌های خبری خود را تولید نمی‌کند، اما نسخه اصلی روزانه Tagesschau و همچنین مجله هوت ژورنال را در روزهای دوشنبه تا پنج‌شنبه در اختیار می‌گیرد و هر دو برنامه را با مترجمان زبان اشاره پخش می‌کند. رویدادهای جاری به تفصیل در برنامه phoenix der tag، دوشنبه تا جمعه، ۱۱:۰۰ شب تا ۱۲:۰۰ صبح، در گزارش‌ها و مصاحبه‌های گسترده ارائه شده است.

### بحث‌ها
دوشنبه‌ها ساعت ۱۰:۱۵ شب بحث دور unter den linden (مدیریت میکالا کولستر و اوا لیندناو) و از سه شنبه تا پنجشنبه ساعت ۲۲:۱۵ توسط برنامه phoenix Runde (مدیریت الکساندر کاهلر و آنکه پلاتنر) پخش می‌شود. در مورد موضوعات سیاسی روز
جمعه‌ها ساعت ۱۸:۰۰ برنامه گفتگوی فونیکس به صورت حضوری (با مایکل کرونز، اینگا کون و آلفرد شییر) پخش می‌شود که در آن مجریان با یک شخصیت برجسته صحبت می‌کنند.
روز یکشنبه ساعت ۱۲:۰۰ باشگاه مطبوعات به عهده اولی خواهد بود یا در صورت لغو باشگاه مطبوعات، پینت بین‌المللی صبح پخش خواهد شد. علاوه بر این، برنامه‌های بحث و گفتگوی مختلفی یکشنبه‌ها ساعت ۱۳ پخش می‌شود.
علاوه بر این، برنامه‌های گفت و گوی سیاسی فعلی آ-آر-دی و زد-دی-اف (آن ویل، میبریت ایلنر) از روز قبل در روزهای دوشنبه و جمعه ساعت ۴ بعد از ظهر تکرار می‌شود.

### مستندها
در فونیکس، اکثر مستندها توسط ایستگاه‌های آ.ار. د یا ایستگاه‌های زد-دی-اف تصاحب می‌شوند. علاوه بر این، مجموعه مستند من خارج از کشور وجود دارد که در آن خبرنگاران آ-آر-دی یا زد-دی-اف برای فونیکس گزارش می‌دهند و همچنین اولین پخش مستندهای انگلیسی به زبان آلمانی که عمدتاً توسط کانال دیسکاوری گرفته شده است.
مستندهای مختلفی معمولاً در برنامه روزانه روزهای دوشنبه ساعت ۱۷:۰۰ و ۱۸:۰۰ سه شنبه تا پنجشنبه ساعت ۱۶ پخش می‌شود. این برنامه‌ها ممکن است در زمان‌های مختلف به دلیل پخش رویداد فعلی لغو یا پخش شوند.
مستندهای مختلفی شنبه از ساعت ۱۱:۳۰ تا ۱۷:۰۰ و از ساعت ۲۰:۱۵ تا ۲۳:۱۵ معمولاً با یک موضوع پخش می‌شود. این شامل یک عصر شنبه در ساعت ۲۱:۴۵ یا یک فیلم مستند به عنوان بخشی از موضوعات اصلی است. شنبه عصر، تکرار شماره فعلی Zزد-دی-افF-History ساعت ۲۳:۱۵ ثابت است.
بعدازظهر یکشنبه از ساعت ۱۴ در مجموعه تاریخ فونیکس، برخی از وقایع تاریخی با استفاده از مستندها با جزئیات بیشتری بررسی می‌شود.
علاوه بر تکرارها، برنامه شبانه عمدتاً شامل مستندهایی از مجموعه Discovery - Discover the World و همچنین زد-دی-اف-اکسپدیشن و زد-دی-اف-اکسپدیشن است. Terra X. همچنین مستندهای هماهنگ از تلویزیون انگلیسی و گزارش‌های سفر از زد-دی-اف و آرته وجود دارد.

## تاریخچه
ابتکار تأسیس کانال از طرف آ-آر-دی بود. همراه با زد-دی-اف، یک مفهوم برنامه توسعه یافت که علاوه بر ارسال‌های اولیه در نظر گرفته شده در جلسات پارلمان، سایر ارسال‌ها و بالاتر از همه، مستندات و برنامه‌های گفتگوی اضافی را نیز شامل می‌شد. ایده نام ایستگاه فونیکس از فریتز پلیتگن گرفته شد و هم به پرنده افسانه ای به همین نام و هم به فینیکس، برادر یا پدر اروپا اشاره دارد.
پس از شروع پخش در ۷ آوریل، فونیکس بود مارس 1997 عمدتاً فقط در شبکه‌های کابلی Deutsche Telekom و از طریق سیستم ماهواره ای ASTRA 19.2 درجه شرقی برای دریافت. در چند ماه اول، یک ترانسپوندر در Astra 1D استفاده شد که به دلیل باند فرکانسی زیر ۱۰٫۹۵۰ که در آن زمان هنوز غیر معمول بود، توسط همه خانواده‌های ماهواره ای استفاده نمی‌شد. گیگاهرتز قابل دریافت بود. تنها زمانی که برنامه به Astra 1C در ابتدای سال ۱۹۹۷/۱۹۹۸ تغییر کرد، امکان افزایش دسترسی فنی به حدود ۱۷ میلیون خانوار وجود داشت.
این ایستگاه ابتدا در کلن در دبلیو-دی-آر مستقر بود، تا اینکه در سال ۲۰۰۰ به استودیوی مدرن پایتخت سابق زد-دی-اف در بن نقل مکان کرد.
در آگوست ۲۰۰۶، فونیکس میانگین سهم بازار ماهانه ۱٫۰٪ را به دست آورد، که بالاترین رتبه مخاطب در تاریخ ایستگاه تا آن زمان بود. فینیکس با حدود ۴٫۵ میلیون بیننده در روز، از کانال‌های اطلاعات خصوصی n-tv و N24 جلوتر بود. سهم بازار در سال ۲۰۰۶ به‌طور متوسط ۰٫۶ بود درصد به ۰٫۷ درصد به ۰٫۹ کاهش یافت درصد در سال ۲۰۰۸ افزایش می‌یابد. روند صعودی پذیرش ادامه دارد.
در سال ۲۰۰۷، ۹۰ کارمند دائمی و به همین تعداد کارمند آزاد برای پخش کننده کار می‌کردند که بودجه سالانه آن حدود ۳۵ میلیون یورو از محل هزینه‌های پخش است.
در ۲۶. نوامبر ۲۰۰۸ طرح فرستنده آبی قدیمی از سال ۲۰۰۰ و ۲۰۰۳ با طرح جدیدی جایگزین شد. برای این منظور، لوگو، استودیوی جدید در مرکز پخش در بن، پوشش‌ها و وب‌سایت بازطراحی شد. لوگوی جدید شامل نام ایستگاه و زمان فعلی با حروف سیاه روی پس‌زمینه خاکستری روشن است.
در دسامبر ۲۰۱۰، فونیکس بالاترین میانگین ماهانه سهم بازار خود را با ۱٫۳ درصد دریافت کرد. به گفته صدا و سیما، تقاضای اصلی گزارش در مورد موضوع هارتز چهارم در بوندستاگ و بوندسرات بود. در نوامبر، فینیکس حتی با گزارش‌های زنده در مورد داوری در اختلاف بر سر پروژه راه‌آهن اشتوتگارت ۲۱، که یک رکورد نیز بود، به رتبه‌بندی تا ۵٫۳ درصد دست یافت.
در سال ۲۰۱۱، با سهم بازار ۱٫۱ درصد، این ایستگاه بهترین رقم سالانه خود را از ابتدای تأسیس خود به دست آورد. مشارکت در تحولات سیاسی در جهان عرب، فاجعه هسته ای در فوکوشیما و بحران مالی بیشترین محبوبیت را بین بینندگان داشت.
از ۳۰ ام در ۱ آوریل ۲۰۱۲، یک شاخه HD از ایستگاه تلویزیونی نیز پخش خواهد شد. در ابتدا، پخش عمدتاً با ارتقاء سیگنال SD انجام می‌شد، تنها چند برنامه به صورت HD بومی پخش می‌شد. در ۱۹. انتقال HD بومی در اوت ۲۰۱۵ آغاز شد. از پانزدهم از نوامبر ۲۰۲۲، فونیکس فقط به صورت HD از طریق ماهواره پخش خواهد شد.
از ۴ ژوئن ۲۰۱۸ فونیکس طراحی جدیدی دارد. آرم ایستگاه قبلی با زمان در گوشه سمت چپ بالای صفحه جدا شده است. لوگوی جدید ساده و با حروف سفید اکنون در گوشه پایین سمت چپ قرار گرفته است. اکنون زمان در گوشه سمت راست پایین صفحه نمایش داده می‌شود. رنگ‌های فرستنده جدید آبی و فیروزه‌ای هستند. اخبار فوری در یک سوم پایین قرمز نمایش داده می‌شود. اطلاعات اضافی در مورد برنامه با رنگ زرد نمایش داده می‌شود. در نتیجه تغییرات بیشتری در لوگو ایجاد شد، بنابراین در سال ۲۰۲۰ به گوشه سمت چپ بالا منتقل شد، در سال ۲۰۲۱ زیرنویس "VON ARD UND ZDF" مشابه آرم KiKA در زیر لوگو اضافه شد.
به مناسبت بیست و پنجمین سالگرد تأسیس ایستگاه در سال ۲۰۲۲، مدیران برنامه فونیکس، Eva Lindenau (ARD) و Michaela Kolster (ZDF) اعلام کردند که فینیکس تا سال ۲۰۲۴ به ساختمان سابق Schürmann در بن، مقر امروزی دویچه وله نقل مکان خواهد کرد. در جریان این حرکت، پخش‌کننده قرار است به یک «سکوی سیاسی دیجیتال» تبدیل شود که سیاست را در تلویزیون، کتابخانه‌های رسانه‌ای آ-آر-دی و زد-دی-اف و شبکه‌های رسانه‌های اجتماعی ارائه می‌کند.

## خطوط فرستنده
خط انتقال به‌طور مساوی با یک نماینده از آ-آر-دی و یک نماینده از زد-دی-اف کار می‌کند.
| نماینده آ-آر-دی                             | نماینده زد-دی-اف                  |
| ------------------------------------------- | --------------------------------- |
| هلگه فوهست (دبلیو-دی-آر) (۲۰۱۶–۲۰۱۹)        |                                   |
| Eva Lindenau (دبلیو-دی-آر) (از نوامبر ۲۰۱۹) | Michaela Kolster (از نوامبر ۲۰۱۲) |

## انتقاد
قبل از انتخابات فدرال در سال ۲۰۱۳، فینیکس می‌خواست برنامه گفتگوی "Forum Politik" را با نامزدهای آنگلا مرکل و پیر اشتاینبروک از دفتر نمایندگی دویچه بانک در پایتخت پخش کند. سازمان حمایت از مصرف‌کننده Foodwatch از ادغام بخش خصوصی و پخش عمومی انتقاد کرد. سخنگوی Foodwatch, Thilo Bode، گفت که این "لابی ضد دموکراتیک" توسط این بانک است که حمایت مالی از تولید را نیز بر عهده داشت. فینیکس این انتقاد را رد کرد. با این وجود، مدیریت صدا و سیما واکنش نشان داد و اعلام کرد که برای «مقابله با ظاهر حمایت غیرقابل قبول از سوی اشخاص ثالث»، نمی‌خواهند لوگوی بانک را نشان دهند و نمی‌خواهند دویچه بانک هزینه این سرگرمی را پرداخت کند. این در ابتدا در نظر گرفته شده بود.

## سرویس دهندگان
برنامه فونیکس را می‌توان به روش‌های زیر دریافت کرد:
- آنتن:
  - DVB-T2 (تلویزیون آنتن دیجیتال)
- اتصال کابل:
  - DVB-C (شبکه کابلی دیجیتال)
- ماهواره:
  - DVB-S (تلویزیون ماهواره ای دیجیتال) (Astra)
- IPTV:
  - پذیرش از طریق پلت فرم Telekom Entertain و در Alice
  - پخش زنده (اکنون ۲۴/۷، تعداد کمی از برنامه‌ها به صورت آنلاین پخش نمی‌شوند، اما از آن زمان پخش زنده به بخش آدرس IP آلمان محدود شده است و نمی‌توان مستقیماً در خارج از کشور دریافت کرد)
  - Zattoo , Magine TV, waipu.tv

در جریان خاموش شدن جزئی آنالوگ در ۱. ژوئیه ۲۰۱۵ در شبکه تلویزیونی کابلی Unitymedia , Phoenix فقط در یک پنجره زمانی از ۵ صبح تا ۵ بعد از ظهر دیده می‌شد زیرا ایستگاه مجبور بود یک اسلات برنامه را با 3sat به اشتراک گذاری زمانی به اشتراک بگذارد. از زمان تعطیلی تمام کانال‌های تلویزیونی آنالوگ در شبکه Unitymedia در ژوئن ۲۰۱۷، Phoenix دیگر به صورت آنالوگ در آنجا پخش نمی‌شود.

## لینک‌های وب
- وب سایت رسمی فونیکس
- پخش زنده فونیکس
- Phoenix در یوتیوب
- فونیکس در کتابخانه رسانه ای آ-آر-دی
- Uwe Mantel: 10 Years of Phoenix - از چمدان‌های سیاه تا پاپ. در: DWDL.de، ۷. آوریل ۲۰۰۷